# Piercing jazyka

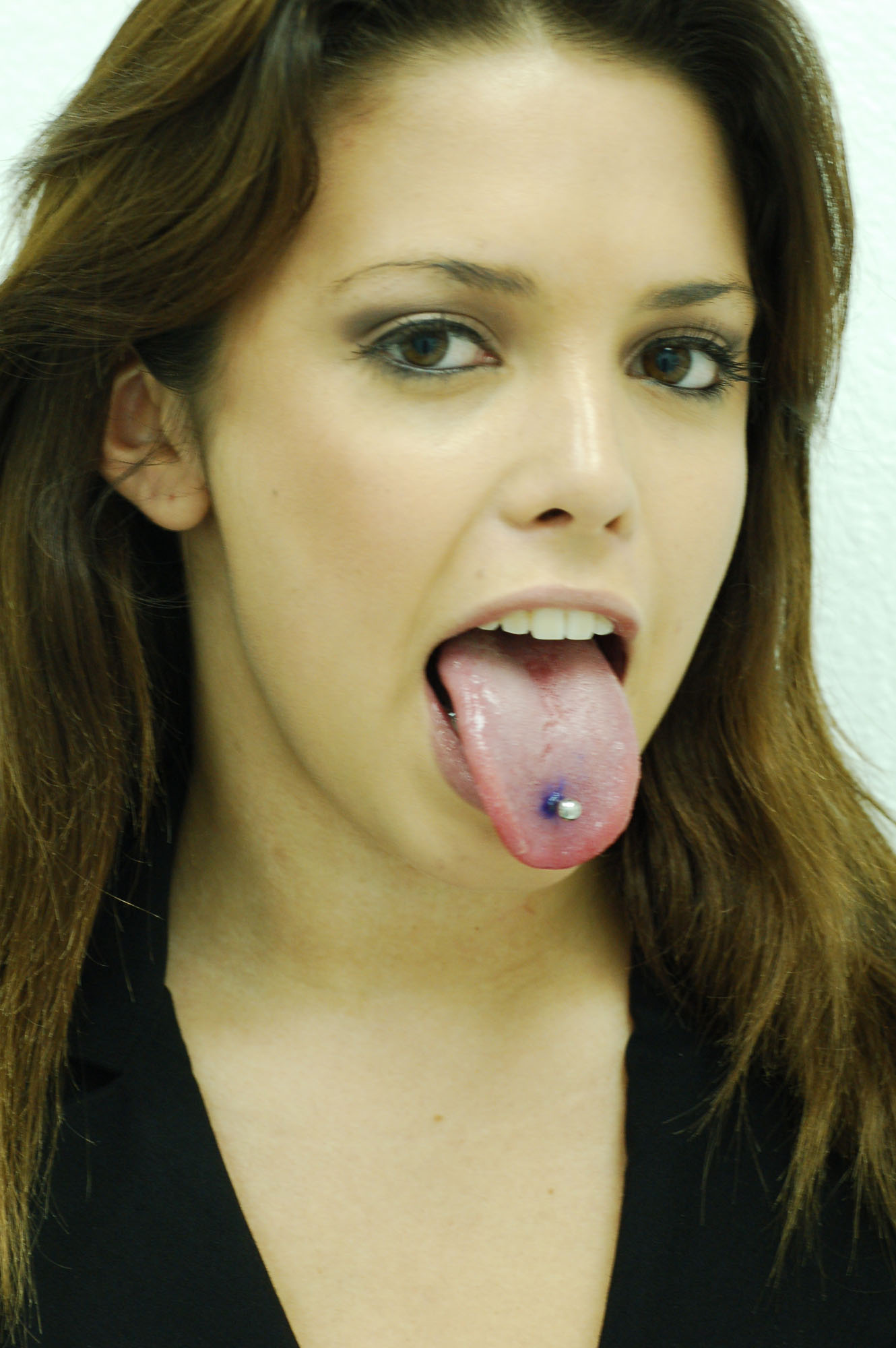
Piercing jazyka

Piercing jazyka (anglicky tongue piercing) je oblíbený druh piercingu, při němž je šperk umístěn do jazyka. Aplikace se řadí k méně bolestivým a poměrně dobře se hojí. Je to díky tomu, že jazyk je značně prokrven a navíc ve slinách jsou přítomny látky, které zabraňují infekci. Oblíbenosti šperku přispívá i zvýšení prožitků u orálního sexu.

## Historie
Propichování jazyka prováděli již staří Mayové a Aztékové či kmeny ze severozápadní Ameriky. Věřili totiž, že tak vyvolají stav nevědomí, během něhož může kmenový šaman hovořit s bohy.

## Průběh aplikace

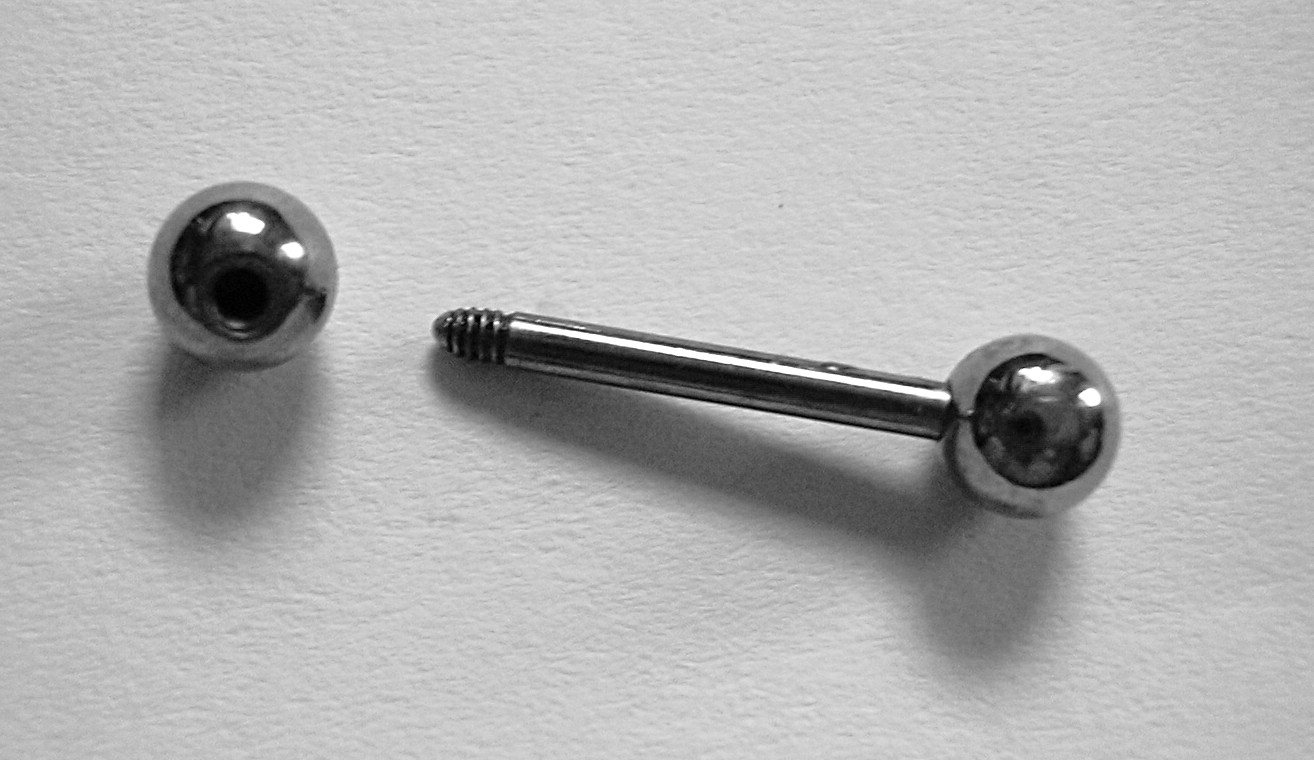
Činka neboli barbell je obvyklým šperkem aplikovaným při piercingu jazyka

Vpich šperku se obvykle provádí do střední části jazyka, kde se nachází mírná prohlubeň. Do ní se šperk umístí a to tak, aby byl co nejkolměji na podélnou osu jazyka, neboť v těchto místech nevedou žádné žíly ani tepny a nejsou zde ani chuťové pohárky.
Během aplikace je jazyk uchopen speciálními kleštěmi, které mají na koncích ramen malé otvory. Těmito otvory je veden vpich a to obvykle ve směru odshora dolů. Vpich se provádí tzv. kanylou, což je dutá jehla. Do ní se po propíchnutí vloží šperk (nejčastěji je to činka, anglicky barbell), na kterou se po průchodu jazykem zašroubuje krajní kulička. Šperk by měl být vyroben z titanu nebo chirurgické oceli a měl by dosahovat délky 19 až 25 mm při průměru 1,6 mm. Tato větší délka je volena s ohledem na skutečnost, že v období cca jednoho týdne dojde k natečení jazyka a ten tak zvětší svůj objem. Po zahojení piercingu (tj. v případě hojení bez komplikací asi za dva až tři týdny) je možné šperk vyměnit za menší.

## Následná péče po aplikaci
Ihned po aplikaci šperku je důležité se vyvarovat jídla i kouření. U kouření a alkoholu by měla být pauza až po dobu asi 14 dnů od aplikace piercingu. Je nutné si po každém jídle vyplachovat ústa a odstraňovat z nich zbytky potravin. K vyplachování je vhodné použít antibakteriální ústní vodu bez obsahu alkoholu. Současně by se měla omezit konzumace mléčných výrobků, čokolády a masa, ale i ostrých či kyselých jídel, ovoce nebo horkých nápojů. Proti natékání jazyka vhodně působí ledové kostky z vody a také ledové kostky vyrobené ze šalvějového a heřmánkového čaje. Během léčení jazyka je důležité se vyvarovat také orálního sexu, neboť existuje riziko zánětů a vzniku otoků.

## Zdravotní rizika
Aplikace a nošení piercingu představuje možnost vzniku zdravotních obtíží. V roce 2008 byla zveřejněna studie zpracovaná britskou Agenturou pro ochranu zdraví ve spolupráci s Londýnskou školou hygieny a tropické medicíny, která zkoumala 10 000 lidí starších šestnácti let. Zdravotními obtížemi spojenými s piercingem jsou otoky, infekce a krvácení. Podle průzkumu britské Agentury pro ochranu zdraví a Londýnské školy hygieny a tropické medicíny je piercing jazyka nejnebezpečnější formou piercingu, při čemž zdravotní obtíže se v jeho případě vyskytly téměř v polovině případů. Mezi osobami, jež byly kvůli piercingu hospitalizováni, převládali ti, kteří si nechali šperk do těla vpravit amatérem a nikoliv odborníkem ze specializovaného salónu. Při nedostatečně sterilizaci nástrojům také hrozí nakažení žloutenkou typu B či C a nebo též virem HIV. Před prováděním piercingu v nehygienických podmínkách varovala v roce 2003 i Evropská unie.
Ani zubaři piercing do jazyka nedoporučují, neboť šperk při kontaktu se zubem poškozuje zubní sklovinu nebo odhaluje zubní krčky. Je sice možné použít šperk vyrobený z bioplastu, který sklovinu oproti běžně používaným kovovým šperkům tolik nepoškozuje, avšak ani v tomto případě zubaři aplikaci tohoto piercingu nedoporučují.
Aplikace piercingu se nemá provádět v případech, kdy se budoucí nositel šperku necítí zdravotně zcela v kondici či kdy trpí akutní infekční chorobou (například oparem rtu, rýmou, kašlem, chřipkou nebo angínou). Ve chvíli, kdy je imunita snížena, totiž tělo pomaleji a hůře hojí zásahy do něj a zvyšuje se tak nebezpečí vzniku komplikací.
V případě, že by si piercing chtěl nechat aplikovat diabetik, je vhodné umístění ozdoby konzultovat s ošetřujícím lékařem. Sice se piercing s diabetes nevylučuje, ovšem jeho hojení je obtížnější a déletrvající, navíc spojené s vyšším rizikem vzniku infekce. I stres z aplikace piercingu zvyšuje hladinu cukru v krvi a je tak nutné, aby piercer byl při aplikaci piercingu připraven na případné reakce těla budoucího nositele šperku.